# Геодезическая высота

Разница между нормальной, геодезической и высотой квазигеоида

Геодези́ческой (эллипсоида́льной) высото́й некоторой точки физической поверхности земли называется отрезок нормали к эллипсоиду от его поверхности до данной точки. Вместе с геодезическими широтой и долготой (B и L соответственно) она определяет положение точки относительно заданного эллипсоида. Физически эллипсоида не существует, следовательно геодезическая высота не может быть непосредственно измерена наземными методами. Определить её возможно с помощью спутниковых измерений, а также посредством обработки рядов триангуляции, астрономо-геодезического нивелирования.
Как видно из определения геодезическая высота зависит от расположения и параметров выбранного эллипсоида, поэтому геодезическую высоту разделяют на две части. Одна из них характеризует физическую поверхность Земли относительно уровенной поверхности (информацию о ней получают в большей степени нивелированием), вторая, более гладкая, характеризует отличие отсчётного эллипсоида от геоида. Первую часть называют гипсометрической, а вторую — гладкой или геоидальной частью. Уровенная поверхность имеет несравненно более плавную форму в сравнении с физической, следовательно геоидальная часть меняется гораздо медленнее гипсометрической.

## Системы геодезических высот
В зависимости от особенностей выбора гипсометрической части существуют разные системы геодезических высот:
- Ортометрическая высота и высота геоида.
- Нормальная высота и аномалия высоты (высота квазигеоида).
- Нормально-ортометрическая высота и высота когеоида.
- Динамическая высота